# Varón (náutica)
En náutica, se llama varones a unos pedazos de cabo grueso, cuyos chicotes se hacen firmes con costuras en cuatro argollas, dos que están en él y dos en la popa llana. 
Sirven para asegurar el timón para el caso en que le falten los machos o las hembras o que se salga por otro accidente. 